# Северозападни национални споменик на Хавајима
Северозападни национални споменик на Хавајима (енгл. Northwestern Hawaiian Islands National Monument) је највеће заштићено подручје на свету, са  583.000 sq mi (1.510.000 km2) океанских вода. Налази се на територији Америчке савезне државе Хаваји на Тихом океану.
Под актом председника Сједињених Америчких Држава, Џорџа Буша од 5. јуна 2006. године, подручје је проглашено 75их националним спомеником у САД-у.
На заштићеном подручју се налази око 7.000 врста, ¼ чине ендемичне врсте. Једна од врста је и зелена морска корњача и угрожена врста хавајских фока (енгл. Hawaiian Monk Seal). Према истраживањима број јастога се није опоравио од прекомерног излова 80их и 90их година, иако се тренутно забрањено. Од 2011. године сав излов ће бити контролисан и свим посетиоцима биће потребна дозвола за роњење.

## Површина
Заштићено подручје заузима површину око 360.000 м² атола, спрудова и плитког мора у Тихом океану. Нешто је веће од Аустралијског великог гребена, веће од територије Грчке.

## Опис
Монумент подржава 7.000 врста, од којих је једна четвртина ендемска. Истакнуте врсте укључују угрожену морску јастребску корњачу, угрожену зелену морску корњачу и угрожену хавајску медведицу, зебе Лајсан и Нихоа, голденицу Нихоа, Лајсанску патку, морске птице као што је Лајсански албатрос, бројне биљне врсте, укључујући Pritchardia палме, и многе врсте артропода. Према Пју добротворним фондовима, популације јастога се нису опоравиле од екстензивног лова током 1980-их и 1990-их, који је сада забрањен; преостала риболовна подручја су прекомерно исцрпљена, иако је комерцијални риболов забрањен.
Национална служба за морско рибарство (NMFS) је 2008. известила да се многе популације врста нису у потпуности опоравиле од велике промене у океанском екосистему која је утицала на северни Пацифик током касних 1980-их и раних 1990-их. Ова промена је смањила популације важних врста као што су лангуст, морске птице и хавајске фоке. Монумент добија строгу заштиту очувања, са изузецима за традиционалну употребу Хавајаца и ограниченог туризма.
Монумент покрива отприлике 583.000 sq mi (1.510.000 km2) гребена, атола и плитког и дубоког мора (до 200 mi (320 km) од обале) у Тихом океану – што је веће од свих америчких националних паркова заједно. Садржи приближно 10 процената тропског станишта коралног гребена у плиткој води (тј. до 100 fathoms (180 m)) на територији САД. То је нешто је веће од морског парка Великог коралног гребена у Аустралији, отприлике величине земље Немачке, и само нешто мањи од Аљаске.
Сва острва укључена у монумент су део државе Хаваји, осим атола Мидвеј, који је део острвског подручја Малих удаљених острва Сједињених Држава. Хендерсон Филд, на атолу Мидвеј, омогућава ваздушни приступ споменику.
Око 132.000 sq mi (340.000 km2) монумента је део резервата екосистема коралних гребена северозападних Хавајских острва, који је проглашен 2000. године. Монумент такође укључује Национално уточиште за дивље животиње Атола Мидвеј (59.099.150 acres (239.165,8 km2)) и Национални меморијал Битке код Мидвеја, Хавајско државно уточиште морских птица на атолу Кјур и државно уточиште за морска острва северозападних Хавајских острва.
Међународна унија за заштиту природе (IUCN) је описала природне карактеристике овог споменика као мешовити локалитет са природним и културним ресурсима, а Међународни савет за споменике и места (IUCN) је оценио потврдио његове културне аспекте.

## Администрација
Океанским подручјем споменика управља Национална управа за океане и атмосферу (NOAA). Оно садржи уточишта, резервате и меморијале са посебном управом у САД и Хавајима.
Национални резерват за дивље животиње Хавајских острва, са површином од 2.544.181 acres (3.975,3 sq mi; 10.296 km2) је под управом Америчке службе за рибу и дивље животиње (FWS).

## Историја
Северозападна Хавајска острва (NWHI) су први пут заштићена 3. фебруара 1909. године, када је амерички председник Теодор Рузвелт створио резерват птица Хавајска острва путем извршне наредбе 1019, као одговор на прекомерни улов морских птица, и као израз признања важности NWHI као места гнежђења морских птица. Председник Френклин Д. Рузвелт га је 1940. претворио у Национално уточиште за дивље животиње Хавајских острва. Уследила је серија инкременталних проширења заштите, што је довело до успостављања Националног резервата за дивље животиње атола Мидвеј 1988. године, Државног резервата за дивље животиње на атолу Кјур 1993, и NWHI Резервата екосистема коралног гребена 2000.
Председник Бил Клинтон је 4. децембра 2000. године успоставио резерват екосистема коралног гребена северозападних Хавајских острва извршном наредбом 13178. Клинтоновом извршном наредбом покренут је процес да се воде NWHI прогласе Националним морским уточиштем. Период јавног разматрања почео је 2002. Године 2005, гувернерка Хаваја Линда Лингл прогласила је делове монумента државним морским уточиштем.
У априлу 2006, председник Џорџ В. Буш и његова супруга гледали су пројекцију документарног филма Путовање до Кјура у Белој кући заједно са његовим режисером Жан-Мишелом Кустоом. Подстакнут филмским приказом флоре и фауне, Буш је брзо кренуо да прошири заштиту.

## Галерија
- Хавајска зелена корњача